# Häxornas försvarare
Häxornas försvarare är ett historiskt reportage från 2002 av Jan Guillou.
Boken handlar om häxprocesserna på 1600-talet. Jan Guillou beskriver hur häxpaniken startade i Älvdalen i Dalarna 1668 och hur den spred sig i Sverige. Boken tar också upp hur häxjakten bedrevs i andra länder i Europa och moderna exempel på rättsskandaler, främst i form av obefogade misstankar om barnvåldtäkt och incest – enligt Guillou nutida varianter av häxjakt.
2005 gjorde Troja Television på uppdrag av TV 4 en dokumentärserie, Häxornas tid, baserat på boken. 